# Hemiarrhena plantaginea
Hemiarrhena plantaginea är en tvåhjärtbladig växtart som först beskrevs av Ferdinand von Mueller, och fick sitt nu gällande namn av George Bentham. Hemiarrhena plantaginea ingår i släktet Hemiarrhena och familjen Linderniaceae. Inga underarter finns listade i Catalogue of Life.